# Afro-Équatoriens
Les Afro-Équatoriens sont les habitants d'origine africaine de l'Équateur. Ils sont pour la plupart descendants des survivants des bateaux négriers qui se sont échoués aux XVIe et XVIIe siècles sur les côtes de l'Équateur et de la Colombie, ou des esclaves des haciendas de la Costa et de la Sierra libérés à partir des années 1860. Tandis que les premiers se trouvaient essentiellement dans la province d'Esmeraldas, les seconds étaient dispersés dans tout le pays.

## Répartition
D'après le recensement de 2010, la population afroéquatorienne représente 7,2 % de la population du pays. La province ayant le taux le plus élevé d'afro-équatoriens est celle d'Esmeraldas, avec 43,9 %.

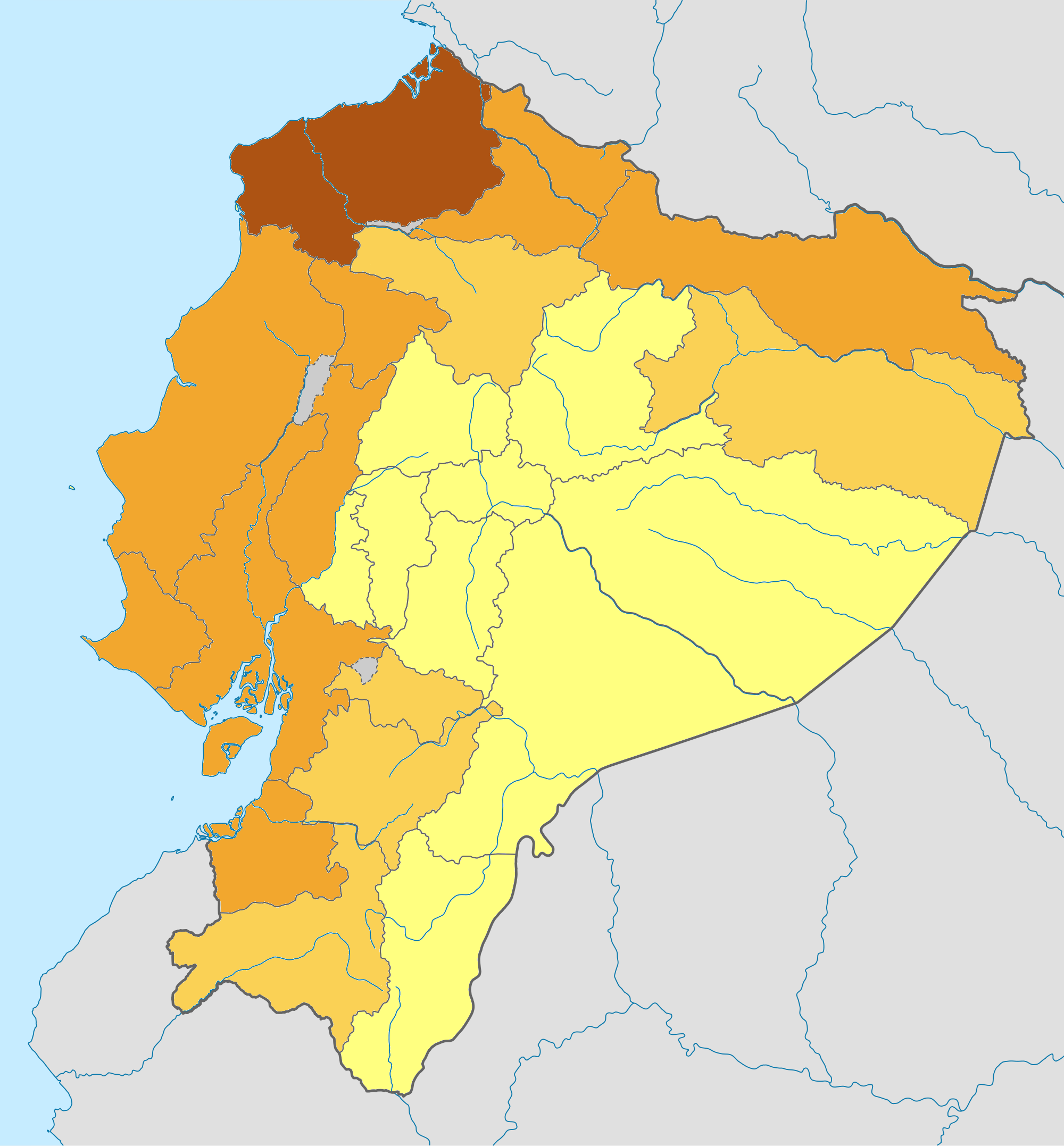
Carte de répartition des Afro-Équatoriens en Équateur par province.
10 % - 99 %
5 % - 10 %
2 % - 5 %
0 % - 2 %
Sans données (zone non incorporées)

| Province                                            | Population totale | Population afro-équatorienne | Pourcentage province | Pourcentage pays |
| --------------------------------------------------- | ----------------- | ---------------------------- | -------------------- | ---------------- |
| Esmeraldas                                          | 534 092           | 234 466                      | 43,9                 | 1,62             |
| Guayas                                              | 3 645 483         | 353 612                      | 9,7                  | 2,44             |
| Santa Elena                                         | 308 693           | 26 239                       | 8,5                  | 0,18             |
| Santo Domingo de los Tsáchilas                      | 368 013           | 28 337                       | 7,7                  | 0,20             |
| El Oro                                              | 600 659           | 41 445                       | 6,9                  | 0,29             |
| Carchi                                              | 164 524           | 10 530                       | 6,4                  | 0,07             |
| Los Ríos                                            | 778 115           | 48 243                       | 6,2                  | 0,33             |
| Manabí                                              | 1 369 780         | 82 187                       | 6,0                  | 0,57             |
| Sucumbíos                                           | 176 472           | 10 412                       | 5,9                  | 0,07             |
| Imbabura                                            | 398 244           | 215 052                      | 5,4                  | 0,15             |
| Galápagos                                           | 25 124            | 1 306                        | 5,2                  | 0,01             |
| Orellana                                            | 136 396           | 6 683                        | 4,9                  | 0,05             |
| Pichincha                                           | 2 576 287         | 115 933                      | 4,5                  | 0,80             |
| Cañar                                               | 225 184           | 5 855                        | 2,6                  | 0,04             |
| Loja                                                | 448 966           | 10 775                       | 2,4                  | 0,07             |
| Azuay                                               | 712 127           | 15 667                       | 2,2                  | 0,11             |
| Cotopaxi                                            | 409 295           | 6 958                        | 1,7                  | 0,05             |
| Napo                                                | 103 697           | 1 659                        | 1,6                  | 0,01             |
| Pastaza                                             | 83 933            | 1 259                        | 1,5                  | 0,01             |
| Zamora-Chinchipe                                    | 91 376            | 1 371                        | 1,5                  | 0,01             |
| Tungurahua                                          | 504 583           | 7 064                        | 1,4                  | 0,05             |
| Morona-Santiago                                     | 147 940           | 1 923                        | 1,3                  | 0,01             |
| Bolívar                                             | 183 641           | 2 020                        | 1,1                  | 0,01             |
| Fichier:Bandera Provincia Chimborazo.svg Chimborazo | 458 581           | 5 044                        | 1,1                  | 0,03             |
| Équateur                                            | 14 483 499        | 1 042 812                    | 7,2                  | 7,2              |

## Histoire

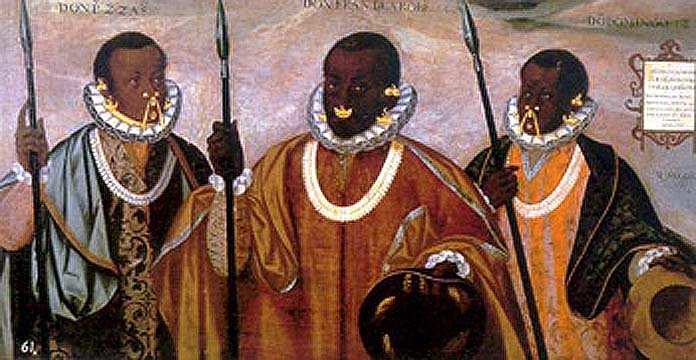
Trois caciques zambos de la zone d'Esmeraldas représentés en 1599 par le peintre Adrián Sánchez Galque.

La première arrivée d'hommes africains sur la côte équatorienne se serait produite avec le naufrage d'un navire négrier en 1533. Se métissant avec la population indigène locale, cette population de zambos parvient (selon l'historien Julio Estupiñan Tello) à vivre en marge du pouvoir central colonial puis républicain pendant plus de trois siècles, et ce malgré son incorporation officielle à l'Audience de Quito dès le début du XVIIe siècle. Pendant toute cette période, l'influence africaine sur la culture de la région s'intensifie à mesure que la République des zambos accueille des esclaves fuyant d'autres zones, en particulier les mines du sud-ouest de l'actuelle Colombie.

## Culture
La culture musicale afroéquatorienne a été marquée historiquement par le rôle central du currulao, une danse qui se pratique au son des marimbas. Cette danse met en scène les relations de séduction, la compétition entre les hommes de la communauté via des solos chantés tandis que les femmes chantent en chœur. Cette danse réalise ainsi une catharsis pour des relations homme-femmes. Bien que réprimés voire interdite pendant une bonne partie de la première moitié du XXe siècle, le currulao continue d'occuper une place symbolique importante, et jusqu'au milieu des années 1960, chaque village avait un lieu consacré à cette forme d'expression musicale, qui était pratiquée chaque fin de semaine, parfois pendant 48 heures d'affilée. Sous la pression des autorités et des nouvelles élites descendues de la Sierra, ce rituel disparaît sous sa forme traditionnelle au début des années 1970. En 2015, la marimba afroéquatorienne et afrocolombienne rentre au Patrimoine culturel immatériel de l'UNESCO. Parmi les grands joueurs contemporains de marimba, on peut citer Guillermo Ayoví Erazo (Papa Roncón), lauréat du Prix Eugenio Espejo en 2001. Parmi les représentants importants de la culture afroéquatorienne, on peut également citer les écrivains Nelson Estupiñán Bass (1912-2002) et Adalberto Ortiz (1914-2003), ainsi que Antonio Preciado Bedoya (1944), poète, ministre, et ambassadeur de l'Équateur au Nicaragua.
La culture afroéquatorienne est toutefois très peu représentée dans les principaux musées, symbolisant son exclusion de la mémoire officielle du pays.

## Sport
Les habitants de la Valle del Chota (es), une enclave de population afro-équatorienne dans les Andes équatoriennes, sont une source très importante de joueurs internationaux de football : sept des 23 joueurs de l'équipe d'Équateur à la coupe du monde 2002 étaient issus de cette zone peuplée de seulement 25,000 habitants, ainsi que quatre des joueurs de l'équipe de la Liga Deportiva Universitaria de Quito qui remporta la Copa Libertadores en 2008. Parmi les footballeurs choteños les plus célèbres Parmi eux, on peut citer Ulises de la Cruz ou Agustín Delgado. Ce dernier a créé en 2001 avec la fondation qui porte son nom une école de football où près de 300 enfants de la vallée s'entrainaient en 2009.

## Situation socio-économique

### Paramètres démographiques
Selon les données issues du recensement national de 2001, la population afroéquatorienne est essentiellement urbaine (68,7 %), a un taux de fécondité de 3,6 enfant par femme légèrement supérieur à celui de l'ensemble de la population (3,2 enfants par femme), mais plus faible que celui des femmes indigènes (5,4 enfants par femme). Les afroéquatoriennes sont, en Équateur, le groupe présentant le plus important taux de grossesses précoces (entre 15 et 19 ans), en particulier pour celles qui vivent en secteur rural (le taux de grossesses précoces dépasse alors les 150 pour 1000, contre environ 120 pour mille pour le reste de la population). Cette différence peut être due à la fois à des différences culturelles et à une inégalité concernant l'exercice du droit à la santé sexuelle et reproductive par les femmes afroéquatoriennes. La mortalité infantile de la population afro-équatorienne (32,6 pour mille) est relativement proche de celle de la population non indigène et non afroéquatorienne (25,8 pour mille), et beaucoup plus faible que celui de la population indigène (59,3 pour mille)

### Paramètres socio-économiques
Le taux d'analphabétisme de la population afroéquatorienne était de 10,3 % en 2001, légèrement supérieur à la moyenne nationale (9 %), mais très inférieur à celui de la population indigène (28,1 %). En moyenne, les afroéquatoriens étudient moins longtemps que le reste de la population (5,6 années contre 6,6 en moyenne). Les afroéquatoriens ont également moins accès aux études supérieures que le reste de la population (17,3 % des afroéquatoriens étudient au moins 12 ans, contre seulement 5,3 % des indigènes, mais 26,3 % pour l'ensemble de la population).

## Personnalités afroéquatoriennes

### Artistes et personnalités du monde de la culture

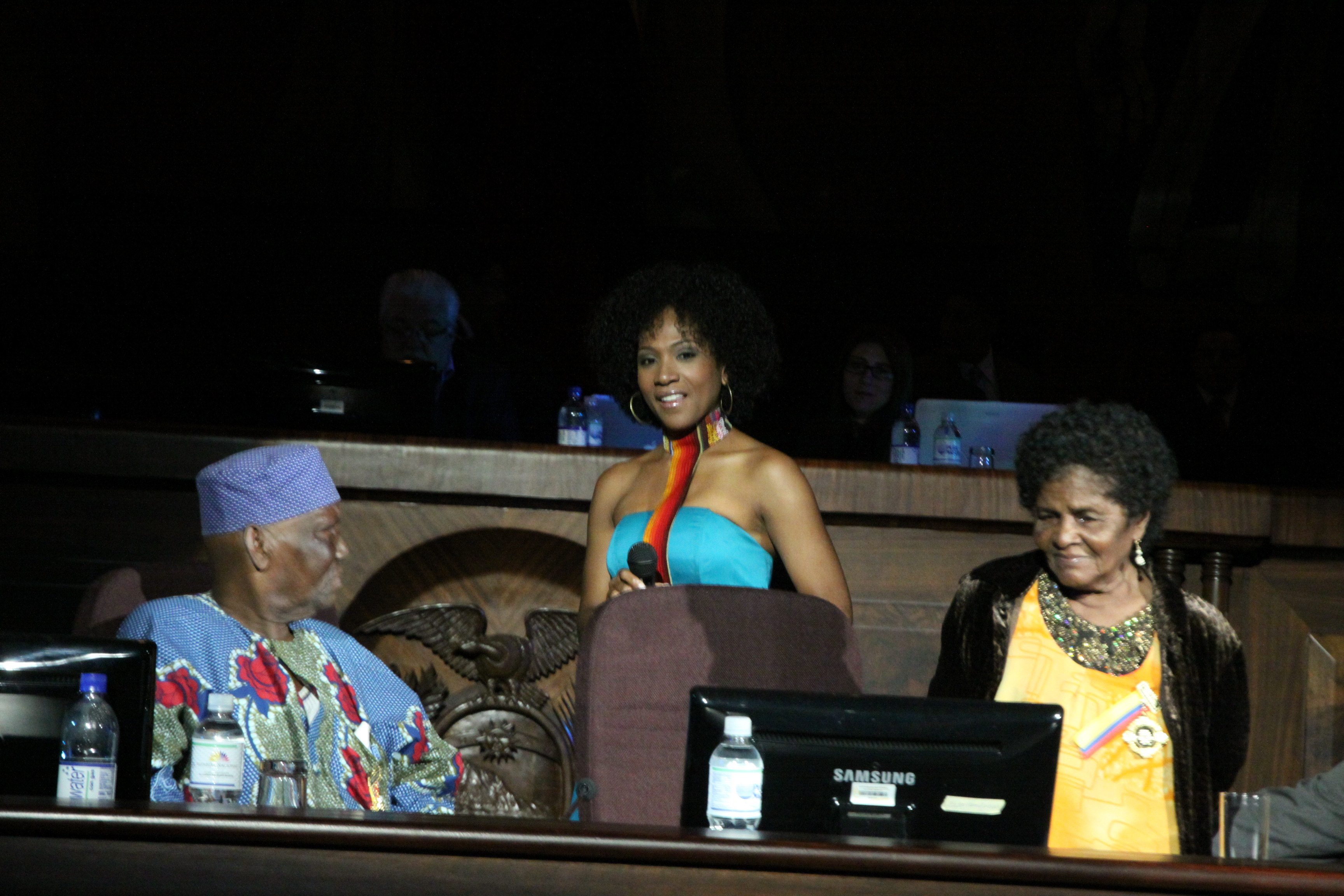
Karla Kanora (centre), Guillermo Ayoví Erazo (gauche) et Petita Palma (droite) le 7 juillet 2011

- Nelson Estupiñán Bass (1912-2002), écrivain
- Adelberto Ortiz (es) (1914-2003), écrivain
- Petita Palma (1927), musicienne, représentante des musiques traditionnelles d'Esmeraldas
- Guillermo Ayoví Erazo (1930-2022), musicien joueur de marimba
- Zoila Espinoza (? - 2017), danseuse spécialiste de la Bomba del Chota (en)
- Carmen Angulo (1970), comédienne et actrice de telenovelas
- Karla Kanora (1976), chanteuse et ambassadrice de bonne volonté de l'UNICEF en Équateur

### Sportifs

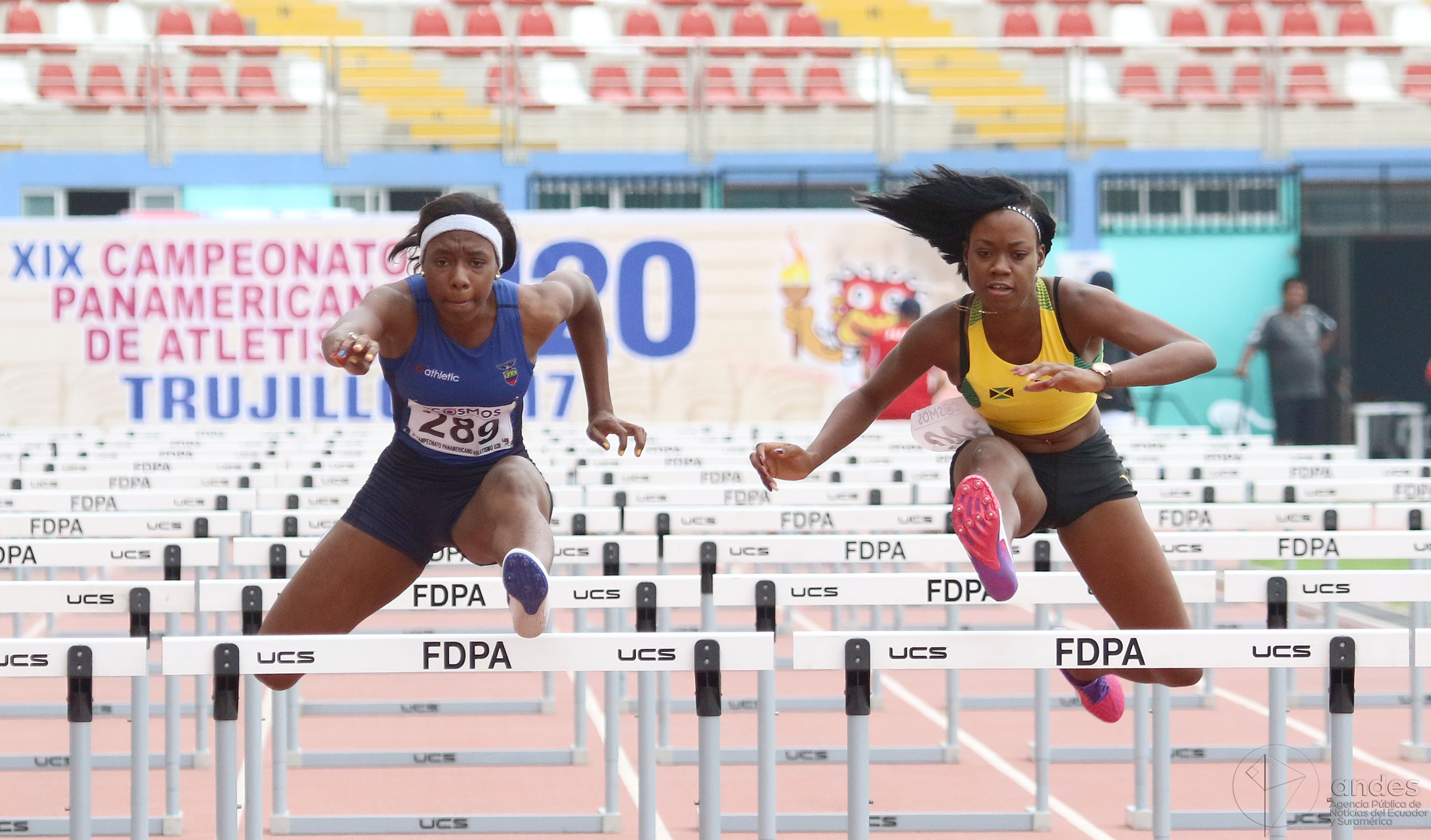
Maribel Caicedo (à g.) aux jeux panaméricains des moins de 20 ans (2017).

- Alberto Spencer (1937-2006), footballeur, meilleur buteur de l'histoire de la Copa Libertadores
- Hólger Quiñónez (1962), footballeur
- Marlon Ayoví (1971), footballeur
- Cléber Chalá (1971), footballeur
- Iván Hurtado (1974), footballeur, recordman des sélections en Équipe d'Équateur de football (167 sélections entre 1992 et 2010)
- Agustín Delgado (1974), footballeur
- Giovanny Espinoza (1977), footballeur
- Alexandra Escobar (1980), haltérophile
- Antonio Valencia (1985), footballeur
- Diego Ferrín (1988), athlète spécialiste du Saut en hauteur
- Álex Quiñónez (1989-2021), sprinteur, finaliste du 200 mètres aux Jeux olympiques de Londres de 2012, médaillé de bronze aux championnats du monde 2019 à Doha
- Ángela Tenorio (1996), sprinteuse, championne d'Amérique du Sud du 100 m en 2017
- Maribel Caicedo (1998), hurdleuse, championne du monde U18 du 100 m haies en 2015[9]

### Reines de beauté
- Mónica Chalá, Miss Équateur 1996
- Mayra Rentería, Miss Équateur 2003
- Lady Mina (it), Miss Équateur 2010

### Personnalités politiques et militaires

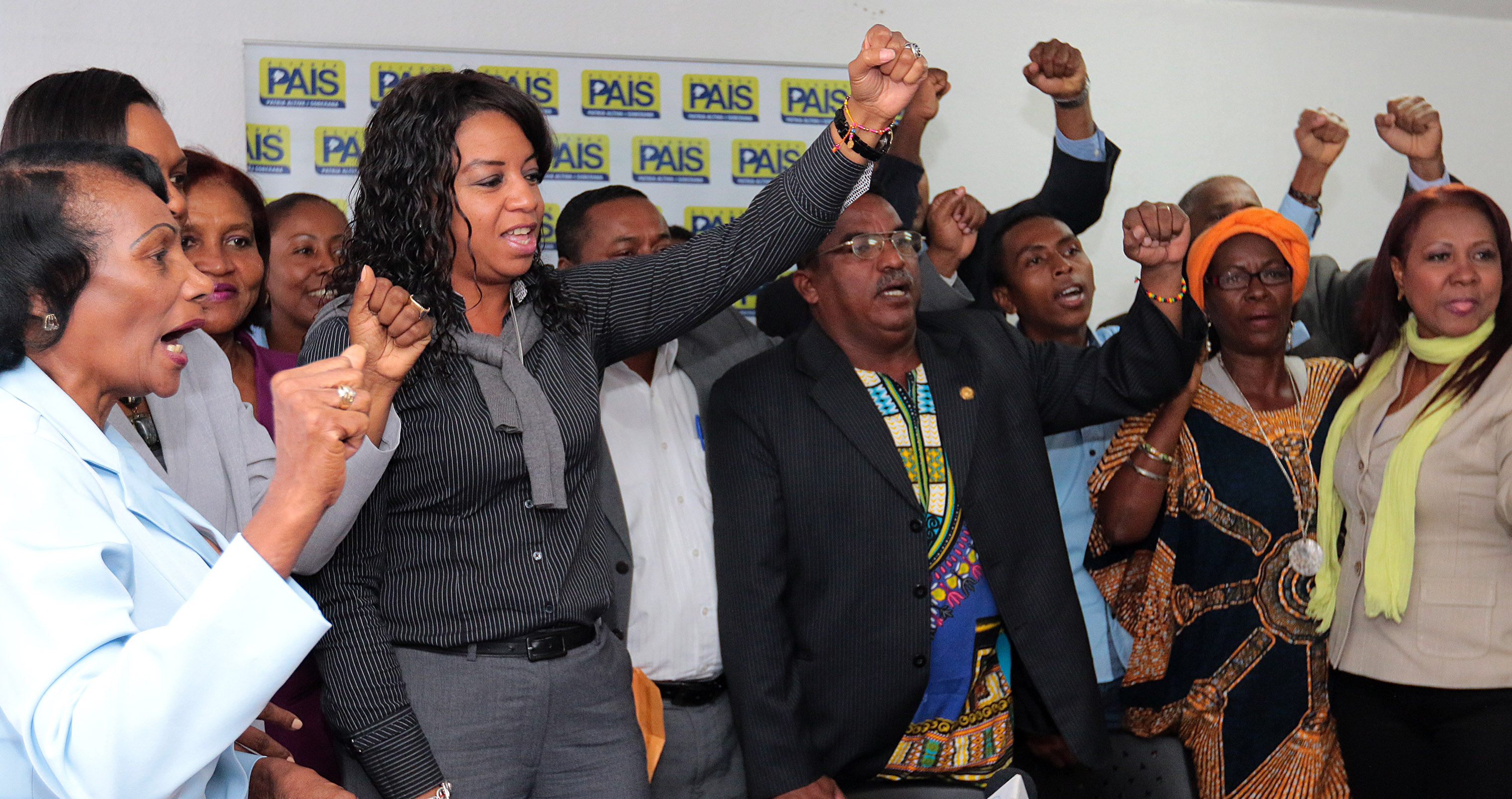
Alexandra Ocle (députée), Gisela Chalá, porte-parole du front afro-équatorien d'Alianza Pais, et Cecilia Angulo, élue de la province d'Esmeraldas, le 10 août 2015 à Quito.

- Jaime Hurtado (1937-1999), fondateur du Mouvement populaire démocratique et deux fois député, mort assassiné.
- Juan Otamendí Anangonó (1798-1845), combattant de l'indépendance puis général sous le commandement de Juan José Flores
- Alexandra Ocles, l'une des 8 parlementaires afro-équatoriens siégeant en 2015 en Équateur[10]
- Paola Cabezas, gouverneuse de la province d'Esmeraldas de 2013 à 2016, députée à partir de 2021